# Daniil Alexandrowitsch Granin

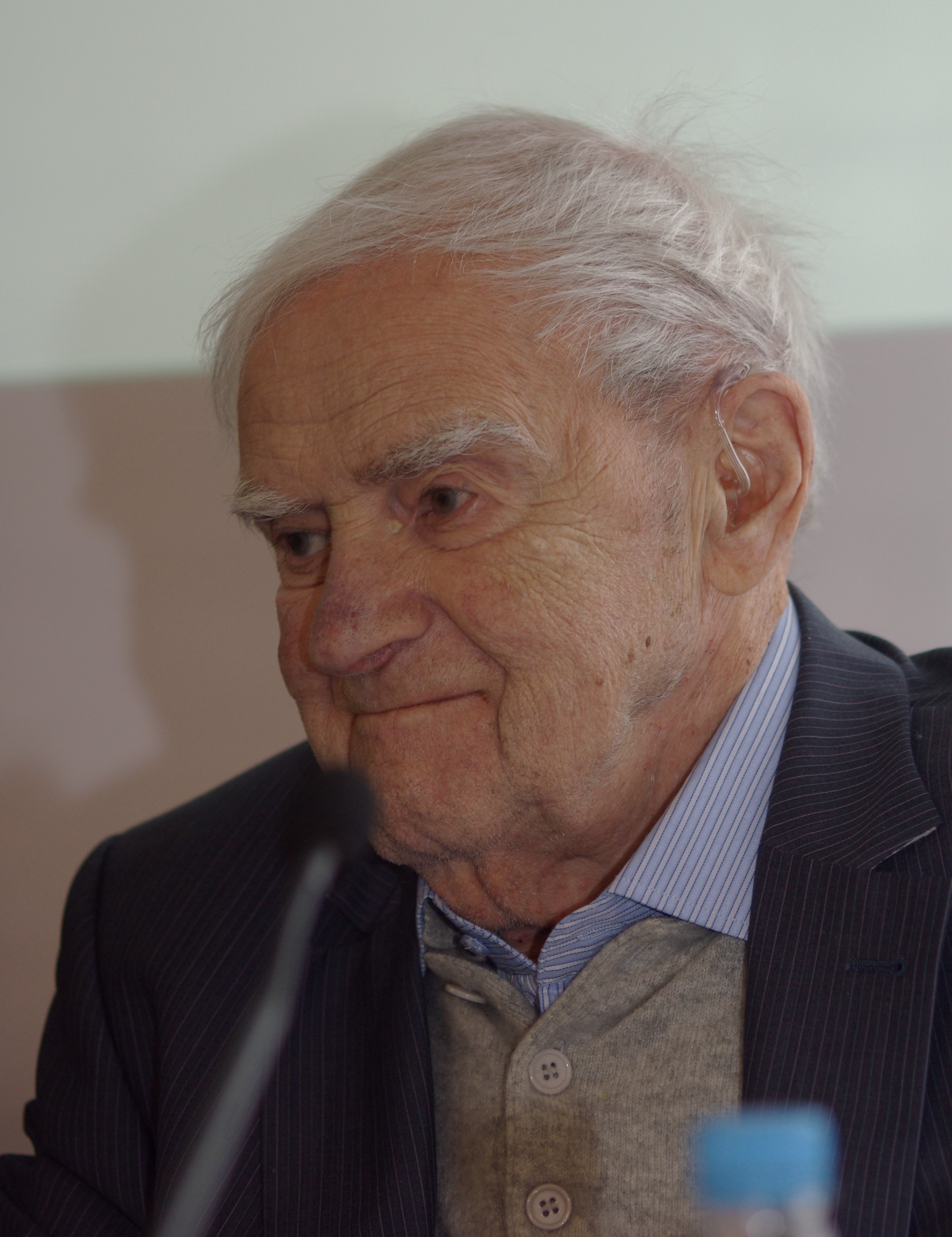
Daniil Granin (2012)

Daniil Alexandrowitsch Granin (russisch Даниил Александрович Гранин; * 1. Januar 1919 als Daniil Alexandrowitsch German – russ. Даниил Александрович Герман – im Dorf Wolyn, Gouvernement Kursk, Sowjetrussland; † 4. Juli 2017 in Sankt Petersburg) war ein sowjetischer bzw. russischer Schriftsteller.

## Leben und Wirken

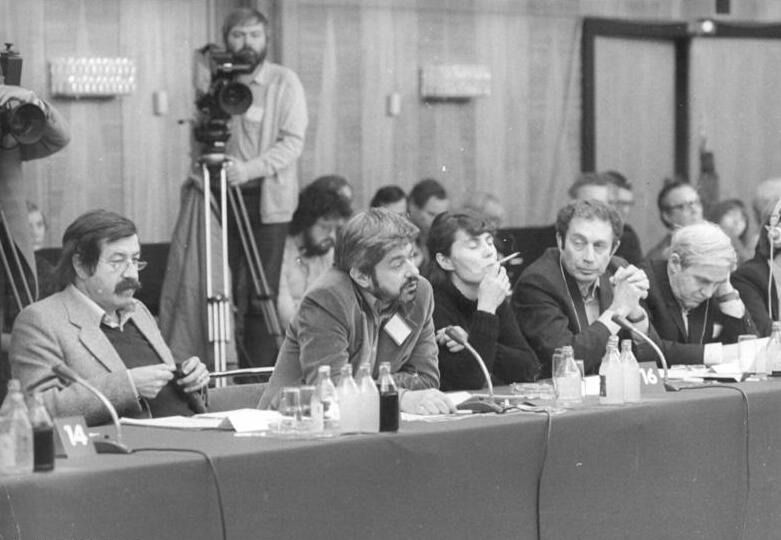
Granin (ganz rechts) mit Günter Grass (ganz links), Jurek Becker (2. von links) und anderen Schriftstellern bei einer Podiumsdiskussion der „Berliner Begegnung zur Friedensförderung“ am 18. Dezember 1981 in Ost-Berlin

Daniil Granin verbrachte seine Kindheit in Sankt Petersburg (seit 1914 Petrograd bzw. seit 1924 Leningrad) und studierte am dortigen Polytechnischen Institut Elektrotechnik. Er wurde Ingenieur, arbeitete ab 1940 in einem Elektrolabor und dann bis 1950 bei den Kirow-Werken. Während des Zweiten Weltkrieges meldete er sich 1941 freiwillig und wurde Panzeroffizier. Zeitweise war er an der Leningrader Front eingesetzt. 1942 trat er in die KPdSU ein. Er war 1954 bis 1969 Sekretär der Leningrader Abteilung des Schriftstellerverbandes der UdSSR.
Granin veröffentlichte 1949 seine erste Erzählung, seinen ersten Roman 1954. Viele seiner Novellen und Romane beschäftigen sich mit der Arbeit von Wissenschaftlern und Technikern und ihrer ethischen Verantwortung, die anderen zumeist mit dem Alltagsleben und dessen Widrigkeiten sowie mit dem Zweiten Weltkrieg und seinen Folgen. Darüber hinaus ist er für seine Reiseerzählungen (zum Beispiel „Garten der Steine“, Сад камней, zum Aufenthalt in Japan) berühmt, bei denen Heinrich Heine als sein Vorbild galt. Mindestens zehn seiner Werke wurden verfilmt oder vom Theater adaptiert. Er arbeitete zudem für die Zeitschriften Newa (ab 1967) und Nowy Mir (ab 1987). Erst der Beginn der Perestroika ermöglichte den biographischen Roman Зубр (Der Genetiker), der das Leben des russischen Genetikers Nikolai Timofejew-Ressowski in Berlin schildert.
Granin war Vorstandsmitglied der Schriftstellerverbände der UdSSR (ab 1954) und der RSFSR (ab 1958) und wurde 1989 Präsident des neugegründeten russischen PEN-Klubs. 1969 stimmte er trotz aller Bedenken für den Ausschluss Alexander Solschenizyns aus dem Schriftstellerverband. „Ich sah, dass ich mich selbst zugrunde gerichtet, aber Solschenizyn nicht geholfen hätte“, sagte er dazu in einem Interview nach dem Fall des Sowjetregimes. „Granin verstand besser als viele Schriftsteller in Russland, wie man unter mächtigen Heuchlern überlebt und produktiv bleibt.“
Daniil Granin starb im Juli 2017 im Alter von 98 Jahren in Sankt Petersburg.

## Verhältnis zu Deutschland
Die Bekanntschaft und spätere enge Freundschaft mit Anna Seghers, Konrad Wolf, Ernst Busch, Bruno Apitz und Alex Wedding halfen Granin dabei, seinen Hass auf die Deutschen zu überwinden und über Verständnis zur Freundschaft zu gelangen.
Deutsche Veröffentlichungen im Verlag Volk und Welt betreuten die Lektoren Leonhard Kossuth, Ralf Schröder und Antje Leetz. Übersetzungen wurden u. a. durch Erich Ahrndt, Hilde Angarowa, Sigrid Fischer, Charlotte Kossuth, Renate Landa, Marlene Milack, Dieter Pommerenke, Liselotte Remané, Thomas Reschke, Werner Rode und Heinz Stern vorgenommen. In der von der Berliner Akademie der Künste herausgegebenen Literaturzeitschrift Sinn und Form erschienen von 1967 bis 2008 zahlreiche Beiträge von Daniil Granin, darunter 1990 und 2008 zwei ausführliche Gespräche mit Friedrich Schorlemmer.
Am 27. Januar 2014 hielt Granin im Deutschen Bundestag die Rede anlässlich der Gedenkstunde zum Tag des Gedenkens an die Opfer des Nationalsozialismus. Helmut Schmidt schrieb über den Roman Mein Leutnant: „Frieden ist ein unschätzbares Gut. Das Buch von Daniil Granin erinnert sehr eindringlich daran.“

## Ehrungen

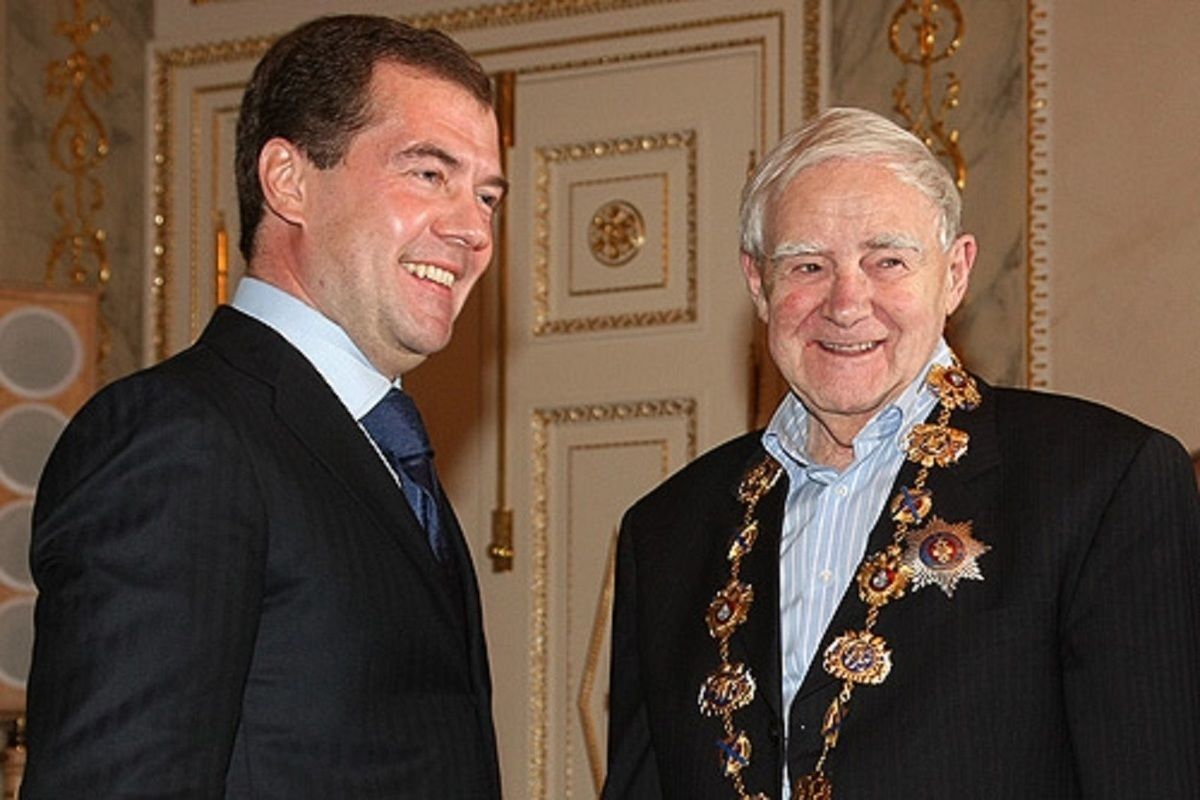
Daniil Granin mit Dmitri Medwedew nach der Verleihung des Andreas-Ordens am 26. Januar 2009.

Daniil Granin wurde mit zahlreichen Preisen geehrt, u. a.:
- 1983 wurde ihm – als einem der wenigen fremdsprachigen Schriftsteller – der Heinrich-Heine-Preis des Ministeriums für Kultur der DDR zuerkannt.
- 1986 wurde Granin als korrespondierendes Mitglied in die Akademie der Künste der DDR aufgenommen.
- 2004 zeichneten die Akademie der Diözese Rottenburg-Stuttgart und die Allrussischen Bibliothek für Ausländische Literatur ihn mit dem Aleksandr-Men-Preis aus.
- 2008 wurde Granin der Orden des Heiligen Andreas des Erstberufenen, der höchste staatliche Orden Russlands, zugesprochen (im Januar 2009 überreicht).
- 2016 erhielt Granin den Dr.-Friedrich-Joseph-Haass-Preis des Deutsch-Russischen Forums für seine Verdienste um die deutsch-russische Freundschaft.
- Im Juni 2017 wurde ihm der Staatspreis der Russischen Föderation für herausragende Verdienste auf dem Gebiet der humanitären Tätigkeit für das Jahr 2016 verliehen.[7]
- Der Asteroid des äußeren Hauptgürtels (3120) Dangrania ist nach ihm benannt.[8]

## Werke (Auswahl)

### Romane und Erzählungen (Erstausgaben und Übersetzungen ins Deutsche)
- Победа инженера Корсакова (Erzählung 1949)
- Искатели (Roman 1954)
  - Bahnbrecher. Dietz, Berlin 1955.
- Собственное мнение (Erzählung 1956)
- После свадьбы (Roman 1958)
- Иду на грозу (Roman 1962)
  - Dem Gewitter entgegen. Verlag Kultur und Fortschritt, Berlin 1963.
  - leicht gekürzte Ausgabe unter dem Titel Zähmung des Himmels. DVA, Stuttgart 1963.
- Наш комбат (Erzählung 1968)
  - Unser Bataillonskommandeur. Verlag Volk und Welt, Berlin 1970.
- Кто-то должен (Erzählung 1969)
- Эта странная жизнь (Erzählung 1974; dt. Ein seltsames Leben, 1974)
- Однофамилец (Erzählung 1975)
  - Der Namensvetter. Verlag Volk und Welt, Berlin 1977.
- Клавдия Вилор (Erzählung 1976; dt. Claudia Vilor, 1977)
- Картина (Roman 1980)
  - Das Gemälde. Verlag Volk und Welt, Berlin 1981.
- Ещё заметен след (Novelle 1984)
  - Die Spur ist sichtbar noch. Verlag Volk und Welt, Berlin 1986.
- Зубр (biographischer Roman 1987; über Nikolai Timofejew-Ressowski)
  - Sie nannten ihn Ur. Roman eines Lebens. Verlag Volk und Welt, Berlin 1988.
  - auch unter dem Titel Der Genetiker. Pahl-Rugenstein, Köln 1988.
- Наш дорогой Роман Авдеевич (Novelle 1990)
  - Unser werter Roman Awdejewitsch. Kiepenheuer & Witsch, Köln 1991.
- Неизвестный человек (1990)
- Бегство в Россию (Roman 1994)
  - Flucht nach Rußland. Verlag Volk und Welt, Berlin 1995.
- Вечера с Петром Великим (Roman 2000)
  - Peter der Große. Ein Roman über Rußlands Glanz und Elend. Verlag Volk und Welt, Berlin 2001.
- Мой лейтенант (Roman 2011)
  - Mein Leutnant. Übersetzt von Jekatherina Lebedewa. Mit einem Vorwort von Helmut Schmidt. Aufbau, Berlin 2015, ISBN 978-3-351-03591-4.

### Zur Zeitgeschichte
- zusammen mit Ales Adamowitsch: Блокадная книга (eine Chronik der Leningrader Blockade; erster Teil 1977 in der Zeitschrift Nowy Mir; als Buch 1979)
  - Das Blockadebuch. Zwei Bände. Volk und Welt, Berlin 1984 und 1987.
- Die verlorene Barmherzigkeit. Eine russische Erfahrung. Herder, Freiburg im Breisgau 1993, ISBN 3-451-04043-3.
- Страх (Essays/Erinnerungen 1997)
  - Das Jahrhundert der Angst. Volk und Welt, Berlin 1999.

### Reiseberichte und Reisebilder
- Vier Wochen mit den Beinen nach oben. Verlag Volk und Welt, Berlin 1968 (Месяц вверх ногами, 1966). Enthält als „Impressionen“ bezeichnete Reiseberichte aus Australien.
- Garten der Steine. Reisebilder. Verlag Volk und Welt, Berlin 1973 (Сад камней, 1971). Enthält Reiseskizzen
  - aus Japan (die titelgebende Reiseerzählung Garten der Steine)
  - aus London und Schottland (Anmerkungen zum Reiseführer)
  - aus Deutschland, darunter:
    - Ein unerwarteter Morgen (Rostock-Warnemünde)
    - Die Stadt im Harz (Wernigerode)
    - Die Grabstätte Bachs (in der Thomaskirche in Leipzig)
    - Die schöne Uta (Прекрасная Ута, 1970) über Uta von Naumburg und eine Begegnung in Leutenberg, die den Anlass für grundsätzliche Betrachtungen zum deutsch-russischen Verhältnis gibt
    - Schauen und sehen (zur DDR insgesamt)
- Leningrad. Erinnerungen und Entdeckungen, mit Fotos von Arno Fischer. Verlag Volk und Welt, Berlin 1981.
- Zielbestimmung. 3 Erzählungen. Damnitz, München 1982.

### Weitere Anthologien und Beiträge in Anthologien in deutscher Übersetzung
- Die eigene Meinung (Собственное мнение). In: Jürgen Rühle (Hrsg.): Der Prozeß beginnt. Neue russische Erzähler. Kiepenheuer & Witsch, Köln 1960, S. 149–166.
- Der Platz für das Denkmal. Novellen und Erzählungen. Reclam, Leipzig 1975; außerdem im Röderberg-Verlag, Frankfurt am Main 1975. Enthält als Titelerzählung die Science-Fiction-Erzählung Der Platz für das Denkmal.
- Zwei Gesichter. Essayistische Prosa. Verlag Volk und Welt, Berlin 1978.

### Zu einzelnen Werken
- Vieldiskutiert war Granins 1956 veröffentlichte Erzählung Die eigene Meinung (Собственное мнение). Sie ist ein bedeutsames Zeugnis der Tauwetter-Literatur, obwohl sie nicht radikal mit dem Stalinismus abrechnet, sondern lediglich das Beamtentum und dessen Willkür kritisiert.
- Das Blockadebuch schildert die Belagerung Leningrads im Zweiten Weltkrieg. Dafür hatte Granin in den 1970er Jahren mit vielen Überlebenden gesprochen. Mit der Veröffentlichung einer ungekürzten Ausgabe musste er warten, bis Grigori Wassiljewitsch Romanow, der in Leningrad bis dahin allmächtige Erste Sekretär des Gebietskomitees der KPdSU, 1983 seines Amtes enthoben wurde. Denn Granin war in seinem Buch nicht der Parteilinie gefolgt. Er stellte nicht den Heroismus der Belagerten unter der Führung der Partei in den Vordergrund, sondern das entsetzliche Leiden der hungernden Bevölkerung.
- In seiner Rückschau unter dem Titel Die verlorene Barmherzigkeit. Eine russische Erfahrung schildert Granin, wie das kommunistische Regime den Menschen die Barmherzigkeit auszutreiben suchte.[9]
- In seinen unter dem Titel Das Jahrhundert der Angst erschienenen Erinnerungen legt Granin Zeugnis davon ab, wie die Repression des sowjetischen Systems (und die stete Angst davor) ihn und seine Zeitgenossen bedrückte und verbog.
- In dem Roman Peter der Große erzählt eine Gruppe von fünf Männern die Originalanekdoten Peters des Großen von Jacob von Staehlin (1742) nach und kommt nicht umhin, „Russlands Glanz und Elend“ jener Zeit mit dem Russland am Anfang des 21. Jahrhunderts zu vergleichen.
- Im Roman Mein Leutnant, dessen Titelgestalt sein Alter Ego ist, gestaltet Granin dessen Zerrissenheit zwischen der offiziellen Siegesgewissheit und dem Grauen des Krieges. Granin schildert, wie die Kommandeure ihre Soldaten in sinnlosen Angriffen „verheizten“. Damit setzt er sich von der in den letzten Jahren mancherorts in Russland aufkommenden Stalin-Renaissance und einer „patriotischen“, nostalgischen Sicht auf den Großen Vaterländischen Krieg ab.[9]